# Sunil Chhetri
Sunil Chhetri (født 3. august 1984) er en indisk professionel fodboldspiller, som spiller for Indian Super League-klubben Bengaluru. Han anses som den bedste indiske fodboldspiller nogensinde, og holder rekorden for både flest kampe og mål nogensinde for Indiens landshold. Hans 94 landsholdsmål er fjerdeflest nogensinde, kun overgået af Ali Daei, Lionel Messi og Cristiano Ronaldo.